# Polinices grunerianus
Polinices grunerianus is een slakkensoort uit de familie van de Naticidae. De wetenschappelijke naam van de soort is voor het eerst geldig gepubliceerd in 1852 door Philippi.